# Williamsburg County
Williamsburg County ist ein County im Bundesstaat South Carolina der Vereinigten Staaten. Das U.S. Census Bureau hat bei der Volkszählung 2020 eine Einwohnerzahl von 31.026 ermittelt. Der Verwaltungssitz (County Seat) ist Kingstree.

## Geographie
Das County liegt im Osten von South Carolina, ist im Südosten etwa 45 km vom Atlantischen Ozean entfernt und hat eine Fläche von 2427 Quadratkilometern, wovon 8 Quadratkilometer Wasserfläche sind. Es grenzt im Uhrzeigersinn an folgende Countys: Florence County, Marion County, Georgetown County, Berkeley County und Clarendon County.

## Geschichte
Williamsburg County wurde am 12. März 1785 gebildet und am 1. Januar 1800 aufgelöst. 1804 wurde Williamsburg ein Gerichtsbezirk und am 16. April erneut ein County. Benannt wurde es entweder nach König Wilhelm III. oder Fürst Wilhelm IV. von Oranien und Nassau.

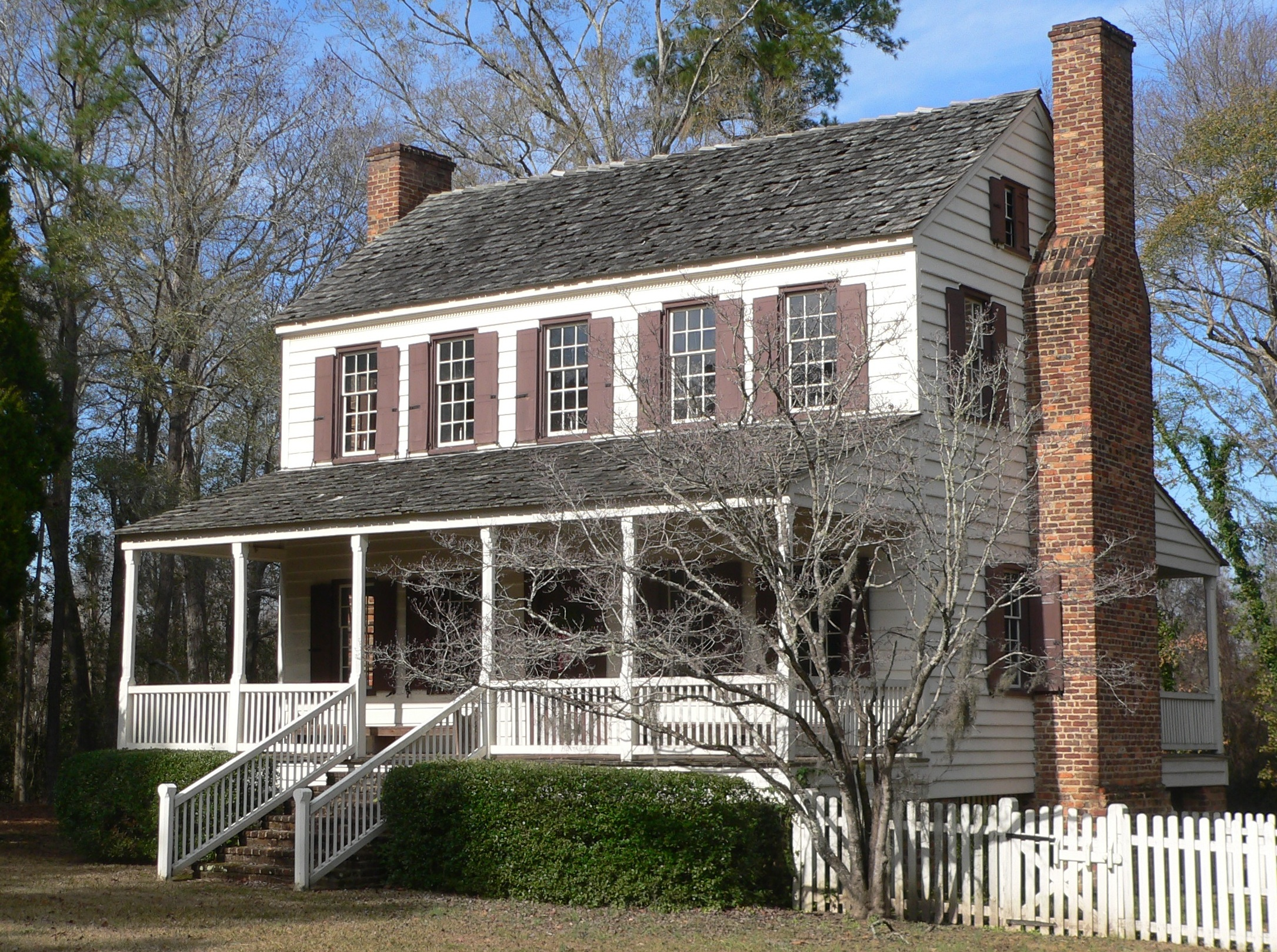
Thorntree ist einer von elf Einträgen des Countys im NRHP.

Elf Bauwerke und Stätten des Countys sind im National Register of Historic Places (NRHP) eingetragen (Stand 29. Juli 2018).

## Demografische Daten
Nach der Volkszählung im Jahr 2000 lebten im Williamsburg County 37.217 Menschen in 13.714 Haushalten und 10.052 Familien. Die Bevölkerungsdichte betrug 15 Einwohner pro Quadratkilometer. Ethnisch betrachtet setzte sich die Bevölkerung zusammen aus 32,74 Prozent Weißen, 66,26 Prozent Afroamerikanern, 0,16 Prozent amerikanischen Ureinwohnern, 0,20 Prozent Asiaten und 0,16 Prozent aus anderen ethnischen Gruppen; 0,48 Prozent stammten von zwei oder mehr Ethnien ab. 0,73 Prozent der Bevölkerung waren spanischer oder lateinamerikanischer Abstammung.
Von den 13.714 Haushalten hatten 34,5 Prozent Kinder unter 18 Jahre, die bei ihnen lebten. 46,3 Prozent waren verheiratete, zusammenlebende Paare, 22,4 Prozent waren allein erziehende Mütter, 26,7 Prozent waren keine Familien, 24,9 Prozent waren Singlehaushalte und in 10,4 Prozent lebten Menschen mit 65 Jahren oder darüber. Die Durchschnittshaushaltsgröße betrug 2,69 und die durchschnittliche Familiengröße betrug 3,22 Personen.
28,6 Prozent der Bevölkerung war unter 18 Jahre alt. 9,0 Prozent zwischen 18 und 24, 25,7 Prozent zwischen 25 und 44, 23,6 Prozent zwischen 45 und 64 und 13,0 Prozent waren 65 Jahre alt oder älter. Das Durchschnittsalter betrug 36 Jahre. Auf 100 weibliche Personen kamen 87,9 männliche Personen und auf 100 Frauen im Alter von 18 Jahren und darüber kamen 81,5 Männer.
Das jährliche Durchschnittseinkommen eines Haushalts betrug 24.214 USD, das Durchschnittseinkommen einer Familie betrug 30.379 USD. Männer hatten ein Durchschnittseinkommen von 26.680 USD, Frauen 18.202 USD. Das Prokopfeinkommen betrug 12.794 USD. 23,7 Prozent der Familien und 27,9 Prozent der Bevölkerung lebten unterhalb der Armutsgrenze.